# Butuan

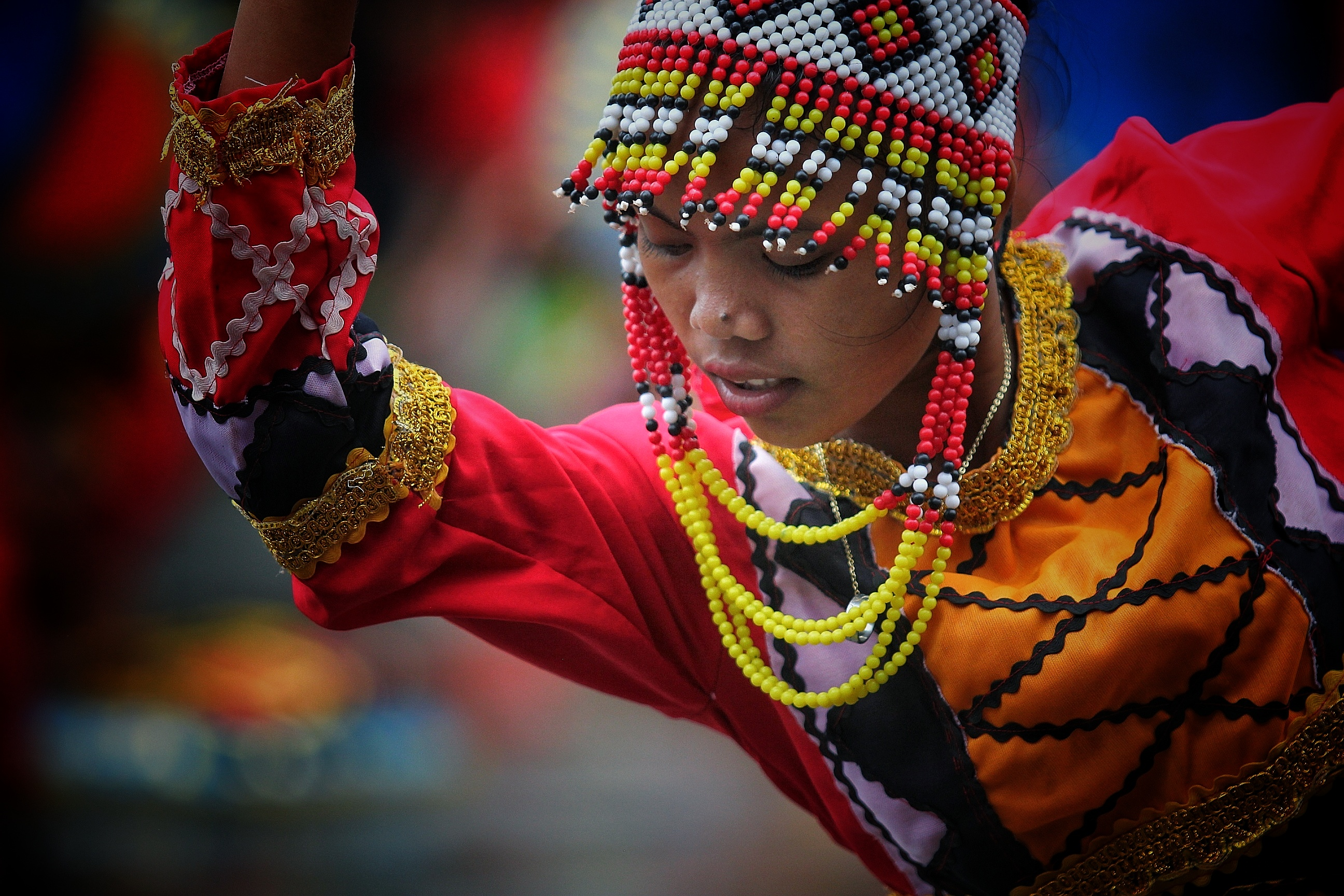
Una ragazza Manobo che esegue una danza durante il Festival Kahimunan di Butuan nel 2019.

Butuan è una città altamente urbanizzata (HUC) delle Filippine, capoluogo della regione di Caraga. Si tratta di una città indipendente, territorialmente situata all'interno della Provincia di Agusan del Norte.

## Geografia fisica
La città è situata nella parte nord-occidentale della valle di Agusan, una piana nel nord-est dell'isola di Mindanao attraversata dal fiume Agusan.

## Monumenti e punti di interesse
- Il Balangay-Shrine-Museum, nel quale è custodita un'imbarcazione del tipo Balangay
- Il Museo nazionale di Butuan
- Il monte Mayapay (675 m s.l.m.)
- Il Kahimunan-Festival sul fiume Agusan
- L'Abayan-Festival

Butuan è formata da 86 baranggay:
- Agao Pob. (Bgy. 3)
- Agusan Pequeño
- Ambago
- Amparo
- Ampayon
- Anticala
- Antongalon
- Aupagan
- Baan KM 3
- Baan Riverside Pob. (Bgy. 20)
- Babag
- Bading Pob. (Bgy. 22)
- Bancasi
- Banza
- Baobaoan
- Basag
- Bayanihan Pob. (Bgy. 27)
- Bilay
- Bit-os
- Bitan-agan
- Bobon
- Bonbon
- Bugabus
- Bugsukan
- Buhangin Pob. (Bgy. 19)
- Cabcabon
- Camayahan
- Dagohoy Pob. (Bgy. 7)
- Dankias
- De Oro
- Diego Silang Pob. (Bgy. 6)
- Don Francisco
- Doongan
- Dulag
- Dumalagan
- Florida
- Golden Ribbon Pob. (Bgy. 2)
- Holy Redeemer Pob. (Bgy. 23)
- Humabon Pob. (Bgy. 11)
- Imadejas Pob. (Bgy. 24)
- Jose Rizal Pob. (Bgy. 25)
- Kinamlutan
- Lapu-lapu Pob. (Bgy. 8)

- Lemon
- Leon Kilat Pob. (Bgy. 13)
- Libertad
- Limaha Pob. (Bgy. 14)
- Los Angeles
- Lumbocan
- Maguinda
- Mahay
- Mahogany Pob. (Bgy. 21)
- Maibu
- Mandamo
- Manila de Bugabus
- Maon Pob. (Bgy. 1)
- Masao
- Maug
- New Society Village Pob. (Bgy. 26)
- Nong-nong
- Obrero Pob. (Bgy. 18)
- Ong Yiu Pob. (Bgy. 16)
- Pagatpatan
- Pangabugan
- Pianing
- Pigdaulan
- Pinamanculan
- Port Poyohon Pob. (Bgy. 17 - New Asia)
- Rajah Soliman Pob. (Bgy. 4)
- Salvacion
- San Ignacio Pob. (Bgy. 15)
- San Mateo
- San Vicente
- Santo Niño
- Sikatuna Pob. (Bgy. 10)
- Silongan Pob. (Bgy. 5)
- Sumile
- Sumilihon
- Tagabaca
- Taguibo
- Taligaman
- Tandang Sora Pob. (Bgy. 12)
- Tiniwisan
- Tungao
- Urduja Pob. (Bgy. 9)
- Villa Kananga